# Kulczyk Foundation
Kulczyk Foundation – działająca w Polsce i na świecie rodzinna organizacja pomocowa. Założona w 2013. Jej fundatorami są Grażyna Kulczyk, dr Jan Kulczyk oraz Dominika Kulczyk, która od początku kieruje pracami fundacji. 

## Działalność fundacji
Kulczyk Foundation działa przede wszystkim jako platforma łącząca ludzi, pomysły i zasoby, aby skutecznie rozwiązywać problemy najbardziej potrzebujących społeczności. Specjalizuje się w niesieniu pomocy poprzez inwestycje w konkretne projekty realizowane przez sprawdzonych, lokalnych partnerów, dzięki czemu możliwe jest inicjowanie trwałych zmian. Szczególną wagę przywiązuje do pomocy dziewczynkom i kobietom w Polsce i krajach rozwijających się. Dewizą Kulczyk Foundation jest hasło: Bo najważniejszy jest człowiek.

## Projekty zagraniczne

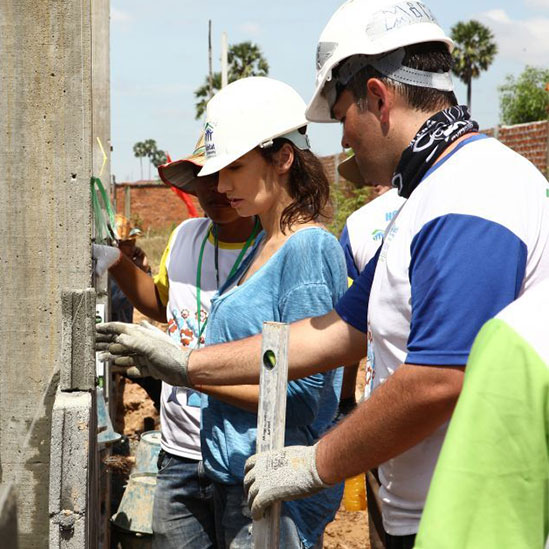
Fundacja pomaga wybudować domy w Kambodży

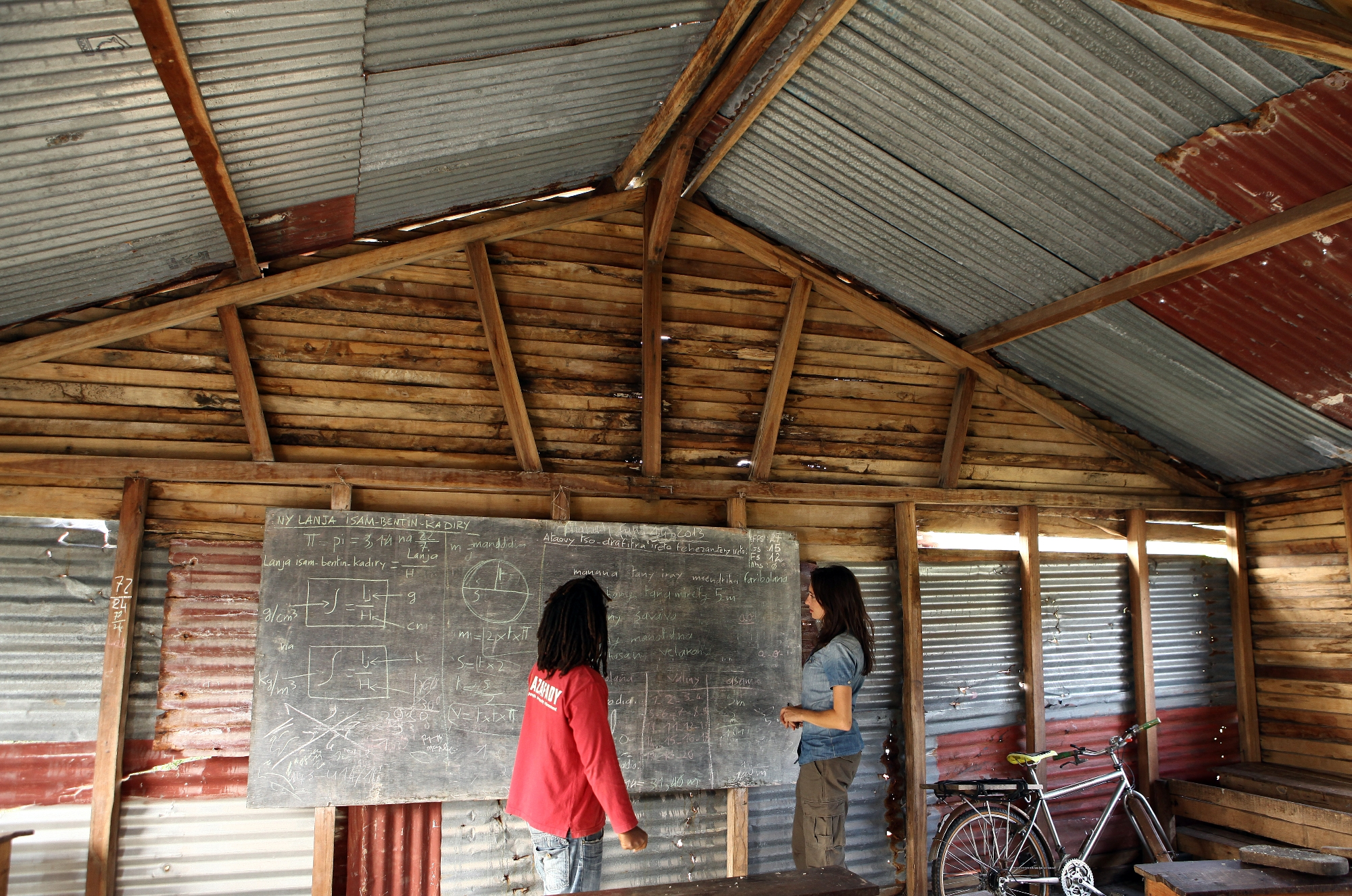
Remontowanie szkoły na Madagaskarze

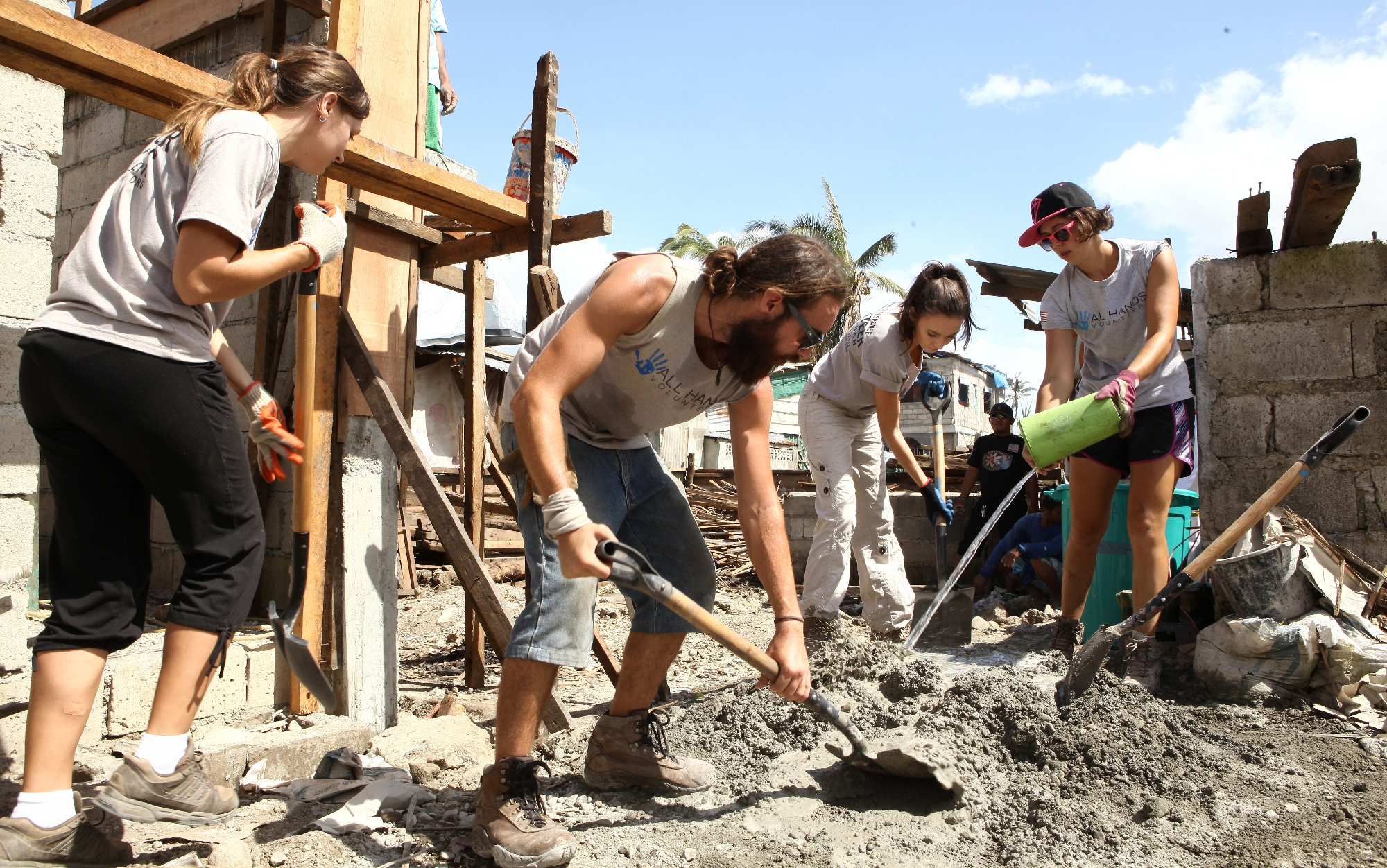
Dominka Kulczyk wraz z wolontariuszami podczas usuwania skutków tajfunu na wyspie Leyte

Zgodnie z filozofią fundacji, Kulczyk Foundation poszukuje i wspiera organizacje, które efektywnie pomagają. Środki finansowe otrzymują projekty infrastrukturalne i inwestycje społeczne w tych krajach, które borykają się z poważnymi problemami społecznymi. Szczególna waga przywiązywana jest do tego, aby ci, którzy otrzymują pomoc, dostali również wsparcie i wiedzę niezbędną do tego, by dalej samodzielnie zmieniać swój los. Jak dotąd, wsparcie otrzymywały projekty spełniające następujące kryteria:
- infrastrukturalne lub z komponentem infrastrukturalnym,
- realizowane przez transparentne i skuteczne organizacje pozarządowe,
- realizowane we współpracy ze społecznościami lokalnymi I odpowiadają na autentyczne potrzeby beneficjentów,
- pomagające edukować I uświadamiać ludzi oraz firmy w Polsce o konieczności niesienia pomocy biedniejszym krajom i społecznościom,
- zachęcające do wolontariatu i mogą być wspierane przez wolontariuszy.
- które mogły otrzymać pomoc nie tylko finansową, ale także poprzez know-how, jak skutecznie zmieniać rzeczywistość,
- których realizacja – dzięki pomocy Fundacji – zwiększyła skuteczność oraz skalę działania wspieranej organizacji,
- mających duży potencjał fundraisingowy[2].

Jak dotąd, Kulczyk Foundation zrealizowała projekty pomocowe w następujących krajach: Bangladesz, Benin, Brazylia, Eswatini (dawne Suazi), Etiopia, Filipiny, Ghana, Grecja, Gruzja, Gwatemala, Indie, Indonezja, Irak, Kambodża, Kenia, Kolumbia, Laos, Lesotho, Madagaskar, Malawi, Malezja, Namibia, Nepal, Nikaragua, Panama, Papua-Nowa Gwinea, Peru, Rumunia, Rwanda, Tajlandia, Tanzania, Timor Wschodni, Togo, Uganda, Ukraina, Wietnam i Zambia.
Od jesieni 2020 prezes i założycielka Kulczyk Foundation - Dominika Kulczyk jest członkinią Foundry. To elitarna, międzynarodowa grupy filantropów, będąca częścią organizacji Founders Pledge, wspierającej największych światowych przedsiębiorców zaangażowanych w działalność dobroczynną. Celem tej współpracy jest przeciwdziałanie zjawisku ubóstwa menstruacyjnego. W październiku 2020 Kulczyk Foundation i Founders Pledge opublikowały wspólnie pierwszy na świecie raport poświęcony ocenie globalnych wysiłków mających na celu walkę z tym problemem.

## Najważniejsze projekty w Polsce
Projekty realizowane przez Kulczyk Foundation w Polsce podzielić można na kilka kategorii. To programy dożywiania dzieci w szkołach, wsparcia finansowego dla potrzebujących organizacji pozarządowych, przyznawania grantów i stypendiów. Najbardziej istotne projekty to:
- Żółty Talerz – Kulczyk Foundation w 2016 roku stworzyła w Polsce największy prywatny system wsparcia żywienia dzieci – program Żółty Talerz. Jest on realizowany w sojuszu w Caritasem, Towarzystwem Przyjaciół Dzieci, Polskim Czerwonym Krzyżem oraz Stowarzyszeniem SOS Wioski Dziecięce w Polsce. We wrześniu 2019 roku ruszyła IV edycja programu, w ramach której w ciągu 12 miesięcy ponad 15 tys. dzieci otrzyma ciepłe i zdrowe posiłki w ponad 340 stołówkach szkolnych i świetlicowych w całej Polsce[4]. W poprzedniej edycji wydano ponad 2,7 mln posiłków w 320 lokalizacjach[5].
- Scenariusze zajęć dla dzieci i młodzieży – fundacja realizuje program edukacyjny oparty na materiałach serialu dokumentalnego „Efekt Domina”, dzięki któremu ok. 10 tys. polskich nauczycieli i wychowawców w ponad 3 tys. szkół w całym kraju uczy dzieci i młodzież empatii, posługując się multimedialnymi scenariuszami zajęć.
- Wsparcie dla Telefonu Zaufania dla Dzieci i Młodzieży 116 111 – wspólnie z Fundacją Ludzki Gest Jakub Błaszczykowski umożliwia funkcjonowanie nocnych dyżurów Telefonu Zaufania dla Dzieci i Młodzieży 116 111, prowadzonego przez Fundację Dajemy Dzieciom Siłę (FDDS)[6]. W październiku 2019 roku Kulczyk Foundation poinformowała o przekazaniu FDDS przez Dominikę Kulczyk 1,65 mln zł. Razem ze środkami zebranymi przez Szymona Hołownię, kwota ta została przeznaczona na całodobowe funkcjonowanie Telefonu Zaufania w 2020 r.[7]
- Konkurs grantowy – od 2015 roku fundacja uruchamia cyklicznie konkurs grantowy na realizację projektów infrastrukturalnych (dotacja do 25 tys. zł), które wspierają lokalną społeczność[8].
- Stypendia im. dr. Jana Kulczyka – najstarszy program stypendialny Fundacji Uniwersytetu Adama Mickiewicza w Poznaniu dla wyróżniających się studentów i doktorantów. Powstał w 1999 roku dzięki darowiźnie Grażyny i Jana Kulczyków. W latach 1999–2017 wypłacono 88 stypendiów dla studentów oraz 76 dla doktorantów o łącznej wartości ponad 1,6 mln zł.[9] Od 2014 roku Fundacja UAM wypłaca Stypendia im. dr. Jana Kulczyka dla studentów UAM – obywateli Ukrainy[10]. Pomysłodawcą i inicjatorem tego programu był Jan Kulczyk. Środki na ten cel są obecnie przekazywane Fundacji UAM przez Kulczyk Foundation[11].
- Wsparcie dla Fundacji Lekarze Lekarzom – z inicjatywy Dominiki Kulczyk, w 2020 r. Kulczyk Foundation przekazała Fundacji Lekarze Lekarzom (założonej przez Naczelną Radę Lekarską) 20 mln zł na zakup sprzętu medycznego do walki z epidemią wywołaną przez koronawirusa COVID-19[12].
- Okresowa Koalicja – 8 marca 2021 r. fundacja dołączyła do zrzeszenia organizacji oraz aktywistów i ekspertów zajmujących się tematem miesiączki i ubóstwa menstruacyjnego.[13]
- Cykl Kariery – program rozpoczęty w styczniu 2022 r. mający za zadanie uwrażliwiać na kwestie równości płci i zdrowia menstruacyjnego w miejscach pracy[14].

## Filmy dokumentalne
Jedną ze sfer aktywności Kulczyk Foundation są filmy dokumentalne, ukazujące problemy społeczeństw różnych krajów świata oraz działalność organizacji pozarządowych wspieranych przez Fundację. Obrazy te powstają dzięki współpracy z telewizjami TVN oraz CNN International.

### Serial dokumentalny „Efekt Domina"
Projekty fundacji przedstawia realizowany wspólnie z TVN  serial dokumentalny „Efekt Domina”. W programie zobaczyć można m.in.:
- na Filipinach – usuwanie skutków tajfunu Haiyan wraz z wolontariuszami organizacji All Hands Volunteers;
- na Haiti – budowę mostu w ramach projektu „Garrate” wraz z Bridges to Prosperity;
- w Kambodży – budowa z Habitat for Humanity domów dla bezdomnych mieszkańców miasta Phnom Penh;
- na Madagaskarze – budowę szkoły wspólnie z organizacją pozarządową Azafady;
- w Polsce – realizację programu żywienia dzieci Żółty Talerz stworzonego przez Kulczyk Foundation;
- w Zambii – wsparcie mikroprzedsiębiorczości wspólnie z organizacją COMACO.

### CNN Freedom Project
Kulczyk Foundation współpracuje również z CNN International przy realizacji filmów dokumentalnych w ramach projektu CNN Freedom Project. Poruszają one problematykę różnych form współczesnego niewolnictwa. Projekt powstał w 2011 r. i w jego skład wchodzi także zbiór raportów, artykułów oraz reportaży dotyczących handlu ludźmi we wszystkich jego postaciach. Jak dotąd, we współpracy Kulczyk Foundation i CNN International powstały dokumenty:
- Troubled Waters (ang. Wzburzone wody) – opowiada o walce ze współczesnym niewolnictwem w Ghanie, gdzie według szacunków w rejonie jeziora Wolta do takiej pracy zmusza się nawet ponad 20 tys. dzieci. W dokumencie pokazano m.in. akcję ratowania dzieci na jeziorze, zeznania handlarza dziećmi oraz osoby, która zdecydowała się sprzedać własne dziecko[15].

- Stolen Son (ang. Skradziony syn) – film zwraca uwagę na sytuację uchodźców Rohingja z Mjanmy przebywających w Bangladeszu. Ponad milion osób żyje tam w nieustannym zagrożeniu, m.in. handlem ludźmi. Głównym wątkiem dokumentu jest historia zaginięcia i poszukiwań 12-letniego Mohameda Faisala[16].

- Begging for Change (ang. Żebrząc o zmianę) – dokument opisuje sytuację senegalskich dzieci, przede wszystkim chłopców, będących uczniami nielegalnych uczelni koranicznych (daaras). Są tam wysyłani przez ubogich rodziców, których nie stać na ich utrzymanie. Zamiast opieki i edukacji, w szkołach tych znajdują wyzysk i przemoc. Są zmuszani do żebrania na ulicach miast przez nauczycieli - marabutów. Film pokazuje także działalność organizacji Maison de la Gare, która pomaga wykorzystywanym dzieciom[17].
- Silk Slaves - (ang. Jedwabni niewolnicy)[18].

### Inne obrazy dokumentalne
Inne filmy dokumentalne, powstałe we współpracy Kulczyk Foundation z TVN, to m.in.:
- Accused of Witchcraft (ang. Oskarżone o czary) – film pokazuje historię dzieci oskarżonych o czary przez lud Bariba żyjący w północno-wschodniej części Beninu. Tysiące dzieci,  nazywanych „czarownikami", jest tam porzucanych, torturowanych, a nawet mordowanych[19].
- Born as a Girl (ang. Urodzona jako dziewczyna) – film pokazujący tragiczne położenie kobiet mieszkających w kolumbijskich slumsach. Są one ofiarami przemocy: gwałtów, wykorzystywania seksualnego lub handlu seksualnego nieletnimi[20].
- The Witch Hunt (ang. Polowanie na czarownice) – film ukazuje problem przemocy związanej z oskarżeniami o czary na Papui-Nowej Gwinei, gdzie ze względu na tradycyjne wierzenia i rytuały, dzieci, kobiety i mężczyźni są torturowani i zabijani[21].